# Louis II. de La Trémoille-Noirmoutier

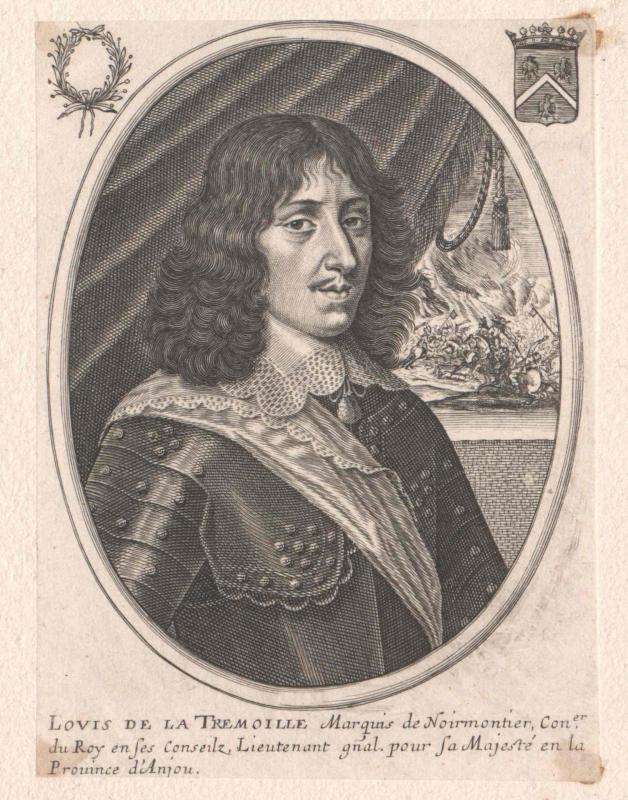
Louis de La Trémoille, Marquis de Noirmoutier, Anonym, 17. Jahrhundert

Louis (II.) de La Trémoille, Marquis und später Herzog von Noirmoutier (* 25. Dezember 1612; † 12. Oktober 1666 in Châteauvillain), oft nur „Noirmoutier“ genannt, war der Sohn von Louis (I.), Marquis de Noirmoutier, und Lucrèce Bouhier, Tochter von Vincent Bouhier, Baron du Plessis-aux-Tournelles. Durch die Mutter war er ein Halbbruder von François de L’Hospital, Herzog von Vitry (Lucrèce Bouhier war in zweiter Ehe mit dem Marschall von Vitry verheiratet), und Cousin ersten Grades von Charles II., Herzog von La Vieuville (Sohn von Marie Bouhier). Er ist zu unterscheiden von Louis II. de La Trémoille, Vicomte de Thouars.

## Leben
Er gehörte zum Haus La Trémoille, war Marquis, dann ab März 1650 Duc de Noirmoutier, Vicomte de Tour, Baron den Semblançay et de Châteauneuf, Seigneur de La Ferté-Milon, de la Rochediré, de Chassay et de la Carte, Pair de France (Patentbriefe für Noirmoutier vom März 1650, nicht registriert), Maréchal de camp.

### Dreißigjähriger Krieg
Seine ersten Erfahrungen als Soldat machte er 1635 als Volontär in der Schlacht bei Les Avins (20. Mai) sowie der Belagerung von Tienen und der Belagerung von Löwen (24. Juni bis 4. Juli). 1636 erhielt er eine Kompanie im Régiment de Bellefonds zugewiesen, die er bei der Belagerung von Corbie (24. September bis 9. November 1636) kommandierte, der Belagerung von Yvois (1637), der Belagerung von Damvillers und der Niederlage der Spanier bei Pont-de-Vaux unter Turenne. 1638 diente er unter dem Herzog von Lothringen, danach unter dem Herzog von Longueville bei der Einnahme von Poligny und der Belagerung von Breisach (Mai bis Dezember 1638).
Ab 1639 unterstand er dem Kommando des Maréchal de La Meilleraye. Er nahm an den Belagerungen von Lillers, Hesdin, Charlemont, Mariembourg, Arras (1640) und Perpignan (4. November 1641 bis 9. September 1642) teil.
1643 kämpfte er in Deutschland unter Maréchal de Guébriant. Am 26. Mai 1643 wurde er zum Maréchal de camp befördert, am 5. Juni 1643 zum Lieutenant-général im Gouvernement des Anjou ernannt. Er führte einen der Angriffe bei der Belagerung von Rottweil und geriet nach der Schlacht bei Tuttlingen am 24. November 1643 in bayerische Gefangenschaft. Nach seiner Freilassung kämpfte er im August 1644 in den  Gefechten bei Freiburg im Breisgau, dann bei den Eroberungen von Bingen, Kreuznach und Landau. Im Oktober 1644 kehrte er nach Frankreich zurück.
1645 unterstand er dem Herzog von Orléans (Monsieur) bei der Eroberung Festung Mardyck, Linck, Lillers, La Mothe (Dezember 1644 bis 1. Juli 1645), Armentières, Warneton, Marchiennes, Pont-à-Vendin, Lens (August 1646), Orchies, Lécluse und Arleux. Im März 1646 zeichnete er sich beim Feldzug des Maréchal de Gassion gegen die Quartiere des Herzogs von Lothringen aus, woraufhin ihm Ludwig XIV. am 13. Mai das Kommando über die Flandernarmee übertrug, als sie mit den Truppen des Königs zusammengeführt werden sollten. Er nahm nun an der Eroberung von Kortrijk, der Rückeroberung von Fort Mardyck (August 1646) und der Belagerung von Dunkerque (September/Oktober 1646) teil. Im Juli 1647 wurde er bei Diksmuide verwundet. Am 15. Mai 1648 übernahm er das Kommando der Kavallerie der Flandernarmee, mit der er am 20. August 1648 in der Schlacht bei Lens kämpfte.

### Fronde
Während der Fronde kam es zu einem Wendepunkt in seiner Karriere. Zunächst war er mit Gondi (besser bekannt als Cardinal de Retz) und der Herzogin von Longueville sowie mit La Rochefoucauld verbunden, doch dann überzeugte er den Fürsten Conti und den Herzog von Longueville, sich der parlamentarischen Fronde anzuschließen.
Während der Belagerung von Paris (1649) nahm er an der Spitze von 500 bis 1000 Reitern an zahlreichen gewagten Ausfällen teil, um den Weg für die Versorgung der Stadt zu ebnen. Bei einem dieser Ausfälle wurde La Rochefoucauld, der sich an ihn gewandt hatte, um einen Lebensmittelkonvoi zu decken, von den loyalistischen Truppen des Comte de Grancey angegriffen und durch einen Musketenschuss an der Kehle verwundet. La Rochefoucauld beschwerte sich, dass Noirmoutier seinen Weg nach Paris fortgesetzt habe, ohne ihm zu Hilfe zu kommen.
Nach dem Frieden von Rueil (11. März 1649) wurde Noirmoutier zweifach befördert: Im März 1650 wurde er zum Duc à brevet (nicht erblicher Herzog) ernannt, sein Titel als Lieutenant-général des Armées du Roi, den er bei den Frondeurs erworben hatte, wurde am 7. Juli 1650 bestätigt. Es war allerdings schwierig, ihn in die Amnestie der Frondeurs einzubeziehen: der Hof hatte sich daran gestört, dass er zuvor die spanische Armee unter Leopold Wilhelm von Österreich gegen Frankreich geführt hatte. Gondi jedoch war der Ansicht, dass man ihm diese zahlreichen Gnadenerweise schuldete.
Er wurde unter dem Kommando des Maréchal du Plessis-Praslin ausgesandt, um Guise zu Hilfe zu kommen, erobert Châteauneuf in der Nacht vom 5. auf den 6. September, nahm den der Eroberung von Rethel und dem Sieg bei Rethel (15. Dezember 1650) über Turenne teil. Unter dem Kommando des Maréchal d’Aumont kam er 1651 Ventimiglia zu Hilfe. Anschließend wurde er zum Gouverneur des Mont Olympe, einer Festung in der Nähe von Charleville, ernannt. Seine Beteiligung an der Schlacht bei Couvains am 11. April 1653 war sein letzter militärischer Einsatz.
Louis de La Trémoille, Duc de Noirmoutier starb am 12. Oktober 1666 in Châteauvillain im Alter von 53 Jahren.

## Ehe und Familie
Noirmoutier hatte am 1. Dezember 1640 Renée Julie Aubéry, Dame de Tilleport (* 1618; † 20. März 1679) geheiratet, Tochter von Jean Aubéry, Chevalier, Seigneur de Tilleport, Conseiller d’État, und Françoise le Breton de Villandry. Das Paar bekam neun Kinder:
- Marie-Anne (* 1642[4]; † 5. Dezember 1722 in Rom), genannt Princesse des Ursins, die mit Madame de Maintenon befreundet war; ⚭ (1) 5. Juli 1659 Adrien Blaise de Talleyrand, Prince de Chalais († 1670) (siehe Duell La Frette–Chalais) (Talleyrand-Périgord); ⚭ (2) Februar 1675 Flavio Orsini, Duca di Bracciano e San Gemini (* 4. März 1620; † 5. April 1698 in Rom)
- Louis Alexandre (* 1642; X März 1667 in portugiesischen Diensten), nach dem Duell La Frette–Chalais, bei dem der Marquis Henri d'Antin, der Bruder des Ehemanns der Madame de Montespan, sein Leben ließ (1663), musste er ins Exil gehen
- Robert († 1650) Abt von Le Jard
- Antoine-François (* 17. Juli 1652; † 18. Juni 1733 in Paris), 1666 2. Duc de Noirmoutier, 19. April 1707 Duc de Royan, Freund von Saint-Simon, der von Jean Courtonne das Hôtel de Noirmoutier errichten ließ, das heute der Sitz des Präfekten der Region Île-de-France in der Rue de Grenelle in Paris ist; ⚭ (1) 29, Februar 1688 Marguerite de La Grange-Trianon († 20. August 1689[5]), Tochter von Louis de La Grange-Trianon und Marguerite Martineau, Witwe von Martin de Bermond; ⚭ (2) 22. Mai 1709[6] Marie Elisabeth Duret de Chevry († 13. September 1733), Tochter von François Duret, Chevalier, Seigneur de Chivry, und Marie Elisabeth Bellier de Platbuisson
- Yolande Julie († 10. Mai 1693); ⚭ 31. Dezember 1675 in Montmirel François III. de La Trémoille, Marquis de Royan, Comte d’Olonne (* 1637; † 12. Juni 1690 in Paris)
- Louise-Angélique (* 1653; † 25. November 1698 in Paris); ⚭ 14. Februar 1683 Antonio Lante Montefeltre della Rovere, 2. Duca di Bomarzo, 1. Principe di Belmonte († 5. Mai 1716 in Rom)
- Joseph Emmanuel (* 1658[7]; † 9. Januar 1720[8]), Abt von  Lagny, Sorèze, Hautecombe, Grandselve, Saint-Arnaud bei Tournai und Saint-Étienne de Caen, 1706 Kardinal, 1716 Bischof von Bayeux, 1716 Erzbischof von Cambrai
- Henri (X 11. August 1674[9]), Comte de Noirmoutier
- Charlotte, 1668 bezeugt